# Ebersbach (Görlitz)
Ebersbach était une ville de Saxe (Allemagne), située dans l'arrondissement de Görlitz, dans le district de Dresde. Le 11 janvier 2011 la ville a fusionné avec la ville de Neugersdorf pour former la nouvelle commune d'Ebersbach-Neugersdorf. Elle est située à 20 km au nord-ouest de Zittau, et 23 km au sud de Bautzen.

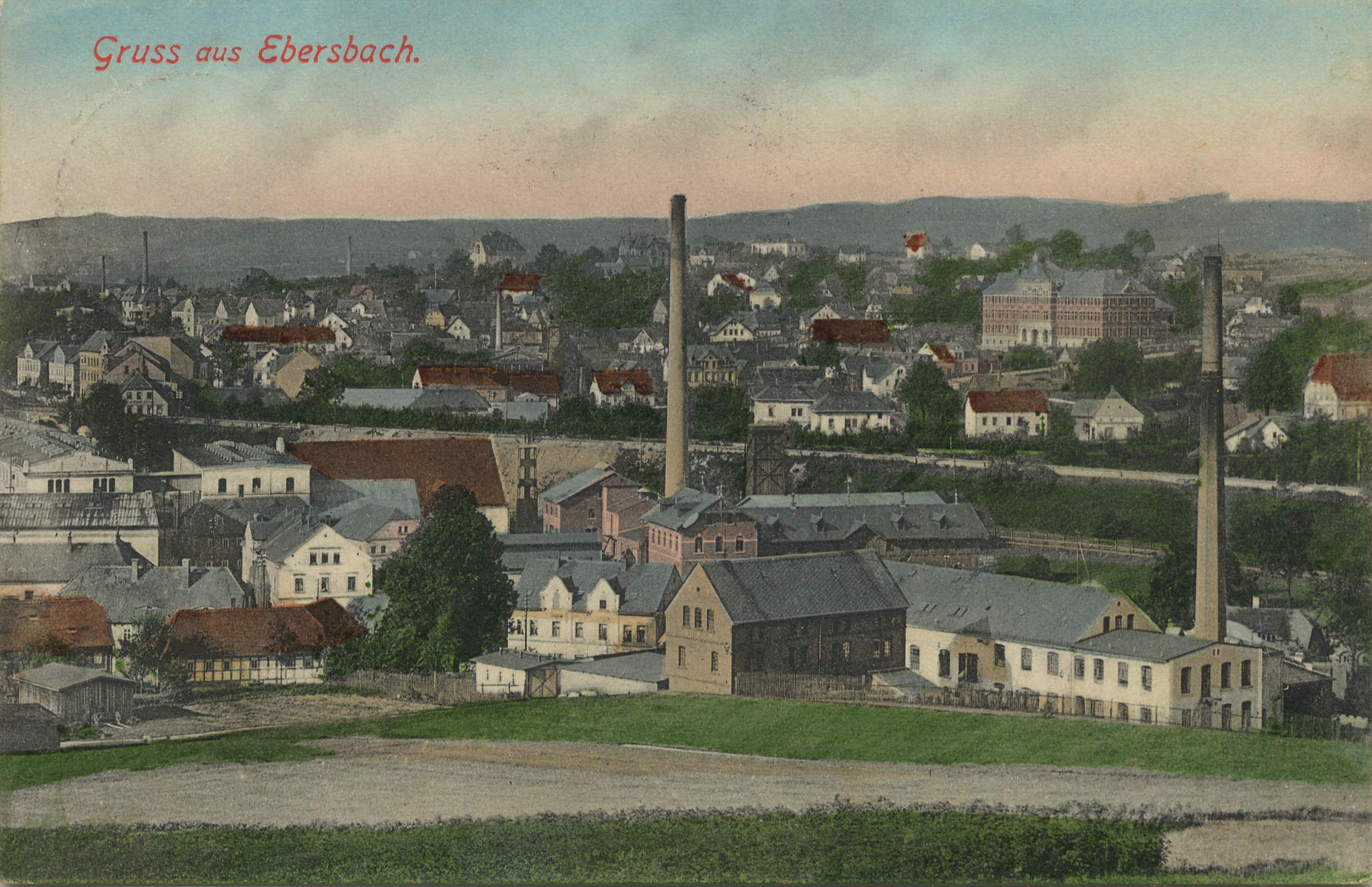
Ebersbach en 1908

## Jumelage
- Bourg-lès-Valence (France)